# Boulengers Schneckenbuntbarsch
Boulengers Schneckenbuntbarsch (Lepidiolamprologus boulengeri, Syn.: Julidochromis boulengeri, Lamprologus boulengeri, Neolamprologus boulengeri, Neolamprologus kiritvaithai) ist ein im Tanganjikasee endemischer Schneckenbuntbarsch.

## Beschreibung
Männliche Fische können eine Gesamtlänge von gut sieben Zentimetern, Weibchen dagegen nur etwa fünf Zentimeter erreichen. Die Grundfarbe bildet ein helles Braun, dass auf den Körperseiten von einem bläulichen Glanz überlagert wird. In der Rückenregion und in der Körpermitte gibt es je eine Längsreihe dunkler Flecken, die etwas gegeneinander verschoben sind und häufig auch miteinander verschmelzen. Dadurch entsteht ein unregelmäßiges wolkiges Muster von Querstreifen.
Das wichtigste farbliche Erkennungsmerkmal dieser Art bildet ein auffälliger großer schwarzer Fleck auf der Rückenflosse. Die Brustflossen sind gelblich, die Bauchflossen dominanter Fische schwärzlich gefärbt. Alle unpaaren Flossen sehen rußig-grau aus. Der vordere Bereich der Afterflosse ist jedoch orangegelb gefärbt. Die Rückenflosse weist einen breiten orangegelben Saum auf.
Die Geschlechter sind optisch – außer anhand der Größe – nicht unterscheidbar.

## Verbreitung
Boulengers Schneckenbuntbarsch ist eine im Tanganjikasee endemische Art. Dort ist er an dem Nordende des Sees, entlang an Tansanias Küste bei Kigoma verbreitet. Er ist in Tiefen von 10 bis 30 Metern aufzufinden.

## Verhalten
Der Boulenger-Schneckenbuntbarsch ist ein Revierfisch, das heißt, er ist sehr reviergebunden.

### Territorialverhalten
Das Männchen verspürt das Bestreben, in seinem Revier im Sandboden eine flache Mulde auszuheben, die etwa einen Durchmesser von 30 Zentimetern hat und in deren Zentrum bis zu drei leere Schneckenhäuser liegen können. Die Gehäuse der Schnecken werden von den Fischen mit der Öffnung nach oben in einem bestimmten Winkel auf dem Gipfel eines kleinen Hügels platziert und dort so eingegraben, dass häufig nur noch ihre Öffnung sichtbar bleibt. Für diese Grabtätigkeit, die vor allem vom Weibchen übernommen wird, stehen den Fischen drei verschiedene Techniken zur Verfügung: Schieben, Graben und Pflügen. Das gemeinsame Revier wird sowohl vom Männchen als auch vom Weibchen gegenüber anderen Fischen verteidigt.
Im Unterschied zu anderen Schneckencichliden dienen die Schneckenhäuser beinahe ausschließlich den Weibchen als Schlaf- und Zufluchtsort. Der Grund dafür ist die beträchtliche Endgröße der männlichen Fische, die schließlich das Einschwimmen ausgewachsener Fische in ein Schneckenhaus unmöglich macht. Bei Gefahr verlassen sie deshalb ihr Revier, um in Gesteinsspalten Schutz zu suchen.

### Brutverhalten
In der Laichzeit verhält sich das männliche Tier aggressiv und verteidigt sein Revier gegen Eindringlinge. Die Weibchen bewachen die Brut in einem Schneckenhaus. Die Anzahl der Jungtiere kann bis zu 50 Jungfische betragen. Beim Laichen befindet sich das weibliche Tier im Inneren des Schneckenhauses, das Männchen wartet außerhalb. Bei der Befruchtung der Eier betritt das männliche Tier das Schneckenhaus nicht, sondern befruchtet sie von außen. Der Grund für dieses Verhalten ist ebenfalls die beträchtliche Größe der Männchen. Das Befruchten geschieht, indem das männliche Tier die Samenzellen ablegt und diese dann von außen hineinfächert. Das weibliche Tier führt sie dann mit Hilfe ihrer Flossen zum Laich.

## Bedeutung für den Menschen
Der Boulenger-Schneckenbuntbarsch ist ein interessanter Aquarienfisch.

## Systematik
Für den Buntbarsch wurden im Laufe der Zeit ungewöhnlich viele Namen verwendet, da sich bei Systematikern und Taxonomen die Ansichten über ihn bis vor kurzem immer wieder verändert haben. Dieser Cichlide wurde 1909 von dem in Wien tätigen Ichthyologen Franz Steindachner anhand von fünf Fischen, die das Ehepaar Horn auf einer Afrikareise ein Jahr vorher am Tanganjikasee gesammelt hatte, als Julidochromis boulengeri beschrieben und nach dem französischen Ichthyologen George Albert Boulenger benannt. Später ordnete ihn Boulenger in die Gattung Lamprologus ein (1915), Poll ordnete ihn 1986 der Gattung Neolamprologus zu. Heute gehört er zu Lepidiolamprologus. Ein ungültiges Synonym für diesen Buntbarsch ist der in der aquaristischen Literatur gelegentlich gebrauchte Name Lamprologus kiritvaithai, der von M. K. Meyer, W. Förster und H. W. Dieckhoff 1986 eingeführt wurde, da sie irrtümlich glaubten, der Fisch sei noch unbeschrieben.